# Діалектика
Діале́ктика (діялектика, грец. διαλεκτική — «мистецтво сперечатись», «міркувати») — метод філософії; у загальному значенні вміння знаходити істину в ході раціональної дискусії між людьми, що мають різні погляди. 
У специфічному, характерному для філософії Гегеля та діалектичного матеріалізму — метод дослідження категорії розвитку.
Слово «діалектика» походить із Стародавньої Греції завдяки популярності діалогів між Платоном та Сократом — точніше: діалог між людьми, які намагаються переконати один одного, та який дав назву діалектичному методу у філософії.
В історії філософії діалектика пройшла дві стадії: наївна діалектика античності, ідеалістична діалектика німецьких філософів 18–19 століття, вершиною якої стала діалектика Гегеля.
Своєю протилежністю діалектика оголошує метафізику. Діалектика як вміння вести дискусію відрізняється від риторики, оскільки робить акцент на логічних, а не емоційних аргументах, намагається знайти істину, а не переконати опонента. Свої версії діалектики мають й інші філософські школи: індуська, буддійська, єврейська, християнська філософії.

## Основні принципи
Метою діалектичного методу є подолання незгоди за допомогою раціональної дискусії, і, зрештою, відшукати істину. Одним зі шляхів до мети є сократів метод — показати, що гіпотеза веде до протиріччя і тим самим вилучити цю гіпотезу зі списків кандидатів на істину (reductio ad absurdum). Інший діалектичний метод подолання незгоди — протиставити два протилежні твердження, тезу та антитезу, і зняти суперечність через третє твердження, що було б синтезом тези та антитези.
Діалектика Фіхте й Гегеля базується на чотирьох положеннях:
1. Усе змінюється, має початок та кінець.
2. Усе складається з суперечностей (протиріч).
3. Поступові кількісні зміни ведуть до поворотної точки, в якій зміни стають якісними.
4. Розвиток відбувається по спіралі[5], тобто відбувається заперечення заперечення.

Останні три з цих положень називають трьома законами діалектики.

## Догегелева діалектика
Значна частина творів античної філософії написана в формі діалогів між двома співрозмовниками, що відстоюють різні твердження, тези і антитези, Наслідком такого діалогу може бути або заперечення певного твердження, або об'єднання їх в інше, синтетичне, твердження, або якісне покращення самого діалогу. Особливо відомими були діалоги Сократа й Платона, здебільшого із вигаданим опонентом. Аристотель приписував винахід діалектики Зенону Елейському.
Геракліт підкреслював змінність світу (не можна двічі ввійти в ту саму річку), він одним із перших філософів помітив, що одне й те саме є водночас відмінне і навіть протилежне. Він вказував, що суттєва зміна — це зміна в свою протилежність, що одна протилежність виявляє цінність іншої, а суперечливість зближує протилежності.
Діалектика (логіка), тобто мистецтво розмірковувати, наводити аргументи й контраргументи, долати протилежність між ними, входила до тривіуму в складі семи вільних мистецтв середньовічної схоластики. З іншого боку до вільних мистецтв входила також риторика, тобто вміння переконувати.

## Гегелева діалектика
Своє діалектичне вчення Георг Вільгельм Фрідріх Гегель виклав у «Феноменології духу», «Науці логіки» та інших творах. Він опирався на доробок Йоганна Готліба Фіхте.
До Гегеля логіка зазвичай розглядалась як наука про суб'єктивні форми мислення. Гегель не заперечує існування такої форми дисципліни як формальна логіка, її корисності для пізнання, називає її наукою про елементарні форми і закони правильного мислення. Гегель намагається подолати суб'єктивістське тлумачення логічних форм і дати їм об'єктивне тлумачення як форм живого, реального змісту, форм розвитку всього конкретного змісту світу та його пізнання. Тому він ставить перед логічною наукою універсальне завдання досліджувати всі загальні закономірності розвитку пізнання, мислення як першооснови усього, що існує.
Гегель поділяє свою логіку на об'єктивну, в яку включає вчення про буття і сутність, та на суб'єктивну логіку — вчення про поняття (зовні схожу на традиційну формальну логіку, хоч цей поділ і має умовний характер). Вся логіка, за його думкою, має об'єктивне значення, збігається з наукою про речі, що осягаються в думках.

### Єдність протилежностей
Вчення про буття, за Гегелем, розглядає реальність, яка дана людині в її чуттєвому сприйнятті. Синтез чуттєвого сприйняття відбувається у діяннях, які перетворюють фрагменти уявлень про буття в єдину цілісну дію щодо внесення змін у дійсність. Вчення про сутність доводить, що діяння можуть будуватися не тільки під час використання тих даних, що дають органи чуття. Свідомі зміни буття можуть здійснюватись у результаті використання понять про чуттєво не дане, тобто сутності.
Кожний предмет має із дві головні властивості: бути внутрішньо диференційованим, складатися з різних частин, мати різні властивості й водночас бути цілим, єдиним, неподільним під час взаємодії з іншим предметом. Усвідомлення факту, що предмети внутрішньо диференційовані, а разом з цим — єдині, дає змогу використовувати їх, враховуючи чуттєво не дані властивості для чуттєво даних змін і, навпаки, істина полягає у тому, щоб розуміти предмет як ціле.
Вчення Гегеля про поняття поглиблювало арістотелівську теорію про форму, яка формує інші форми. Усе, що існує, перебуває у процесі формування того, що ще не існує. Разом з цим те, що не існує, перебуває у формі поняття в тому, що існує, в зародковому стані. Тому розуміння й вміння використовувати поняття уможливлює розгляд того, що існує як того що вже не існує, недійсного, мертвого буття. Дійсне буття, те, яке пробиває собі дорогу в існуючому (яке визначає суть того, що є, через те, що буде) межує із випадковістю, тими умовами, обставинами, які ніколи не відтворяться, зникнуть як риштування після побудови храму.
Дійсне буття завжди є інтегральним наслідком розмаїття минулого, тому поняття про нього дається у формі конкретної ідеї майбутнього.

### Розвиток
Гегель розвиває діалектичну думку про те, що будь-який початок є нерозвиненим результатом, а результат є розвиненим початком. Мислення починається з відчуття, походить з емпірії, але це тільки вихідний рівень мислення, початковий етап власної діяльності. Думки, поняття, категорії, що досліджуються Гегелем, утворюють щаблі мислення, що саме себе визначає.
Наявні загальні поняття перебувають у безперервному русі, у переходах від одних до інших аж до протиставлення самих собі. У протиставленнях понять відкривається властивість мислення здійснювати переходи від одного до іншого. Розвиток понять відбувається шляхом переходу від однобічностей, абстракцій, бідних змістовно, до понять, багатих різноплановим змістом.
Гегель розглядає загальні поняття, історично сформовані у процесі пізнавального розвитку, такі, як буття, ніщо, становлення, якість, кількість, межа, сутність, тотожність, відмінність, протилежність, суперечність, необхідність, випадковість, можливість і дійсність тощо. Гегелю вдалося довести, що усі загальні поняття взаємопов'язані між собою, що вони фіксують різні ступені поглиблення людиною розуміння сутності усього існуючого.
Логіка Гегеля є системою, логічна конструкція і зміст її розвиваються шляхом руху від абстрактного (буття) до конкретного (ідея). Цей метод руху логічної науки уявляється Гегелем рухом самої об'єктивності.

### Тріади
Гегелівська ідея розвиває сама себе за правилами діалектичної тріади: теза — антитеза — синтез. Сам Гегель, утім, цих термінів ніде не використовує. Кожна логічна категорія, як і кожен розділ всього курсу логіки, як і кожна частина філософської системи, в цілому розвиваються тріадичним порядком: буття — сутність — поняття, чутливість — розсудок — розум, одиничне-особливе-всезагальне… Тріадичність самодіяльності поняття — це принцип гегелівської філософії, випливає з його діалектичного методу. Діалектичний синтез протилежностей здійснюється або підкоренням протилежних сторін, категорій третьою, вищою (причина — дія — взаємодія), або встановленням субординації (співпорядкування).
Гегель відрізняв два підрівні діалектичної логіки: розсудкову діалектику, яка здатна звести разом і протиставити протилежні начала, але не може їх синтезувати, показати їхні взаємопереходи, та розумну діалектику, що вміє це зробити. Розвиток останньої є найбільшим історичним досягненням Гегеля. Узагальненим виразом розумної діалектики стали три основні закони: переходу кількісних змін в якісні, єдності і боротьби протилежностей, заперечення заперечення.

## Матеріалістична діалектика
Гегелева діалектика знайшла своє продовження в матеріалістичній діалектиці Карла Маркса та Фрідріха Енгельса, одним із джерел якої була німецький класичний ідеалізм. Однак, тоді як Гегель розглядав діалектику ідеального, понять, класики марксизму стверджували, що закони діалектики властиві не тільки мисленню, а й самій матерії. У марксистській філософії категорія розвитку посідає значне місце — розвиток є основною властивістю матерії.
Маркс та Енгельс не написали значного філософського твору, в якому б системно виклали свої філософські ідеї, і який можна було б порівняти з викладом економічних поглядів Маркса у «Капіталі», але ідеї матеріалістичної діалектики пронизують усі їхні праці. Нотатки Енгельса щодо сучасної йому науки були надруковані в 1920-х роках в книзі «Діалектика природи». Системне формулювання матеріалістична діалектика отримала в радянські часи під назвою діалектичний матеріалізм.

### Загальні принципи матеріалістичної діалектики
Принципи матеріалістичної діалектики поряд із законами діалектики та її категоріями відображають найзагальніші закономірності процесу розвитку предметів і явищ об'єктивної реальності й виконують методологічну функцію у науковому і філософському пізнанні. Насамперед матеріалістична діалектика спирається на принцип матеріалістичного монізму, тобто визнає, що світ, всі предмети і явища мають єдину матеріальну основу, що матерія первинна і вічна, а дух вторинний. Наступний принцип — принцип єдності діалектики буття і діалектики мислення. Це означає, що матеріалістична діалектика визнає здатність мислення людини пізнати цей світ, адекватно відобразити його властивості. Ці принципи є вихідними не тільки для матеріалістичної діалектики, а і для сучасної матеріалістичної філософії в цілому.
Принципами власне діалектики можна назвати принципи загального зв'язку і загального розвитку явищ у світі. Визнання загального зв'язку явищ у природі, суспільстві і мисленні вимагає системного дослідження цих явищ, на противагу метафізичному методу, який розглядає світ у сукупності ізольованих явищ.
Визнання принципу загального розвитку означає не тільки визнання діалектикою наявності розвитку у природі, суспільстві і мисленні, а й відображає глибинну сутність процесу руху матерії як саморуху, формоутворення нового, як саморозвитку матерії. У пізнанні цей принцип вимагає дослідження предметів і явищ дійсності: а) об'єктивно, б) у русі, в) у розвитку, г) у саморусі, д) у саморозвитку, тобто через дослідження суперечностей цих предметів і явищ, розвитку цих суперечностей і, таким чином, з'ясування внутрішніх джерел руху і розвитку. Це означає, що діалектика виходить із визнання того факту, що предмети і явища мають у своїй основі протилежності, існують через єдність цих протилежностей. Узагальнюючи можна сказати, що діалектика спирається на принцип єдності і боротьби суперечностей, на принципі переходу кількісних змін у якісні, на принцип заперечення заперечення. У філософському розумінні цієї проблеми основні закони діалектики і виступають як основоположні, фундаментальні принципи і буття, і усвідомлення об'єктивної дійсності. Є й інше розуміння цієї проблеми, коли до принципів включають також причинність, цілісність, системність. У ширшому тлумаченні — це і принципи відображення, історизму, матеріальної єдності світу, практики, невичерпності властивостей матерії тощо.

### Об'єктивна та суб'єктивна діалектики
Матеріалістична діалектика виділяє відмінність між об'єктивною і суб'єктивною діалектиками. Об'єктивна діалектика — це діалектика реального світу, природи і суспільства, вона висловлює безперервний розвиток і зміну, виникнення і знищення явищ природи і суспільства. Суб'єктивна — це відображення об'єктивної діалектики, діалектики буття в голові людини, в її свідомості. Іншими словами, об'єктивна діалектика панує в усій природі, а суб'єктивна діалектика, діалектичне мислення є тільки відображенням властивого всій природі руху через протилежності. Це означає, що залежність тут така: діалектика речей визначає діалектику ідей.
Діалектика як вчення про розвиток розглядає три кола проблем: питання про особливості, що відрізняють розвиток від всяких інших типів змін, питання про джерело розвитку і питання його форми.
В основі діалектики Гегеля лежить ідеалістичне уявлення про те, що джерело будь-якого розвитку укладене в саморозвитку поняття, а отже, має духовну природу. За Гегелем, «лише в понятті істина є стихією свого існування» і тому діалектика понять визначає собою діалектику речей. Остання є лише відбита, відчужена форма справжньої діалектики, діалектики понять.

### Діалектика як метод
Матеріалістична діалектика є не лише вченням, але і методом пізнання світу. Що таке метод?
У загальному плані метод пізнавальної діяльності — це спосіб досягнення певних результатів у пізнанні світу. Метод пізнання задається об'єктом дослідження, його особливостями. Іншими словами, пізнані закономірності руху і розвитку дійсності становлять об'єктивну сторону методу, а що виникають на їх основі прийоми, способи і форми дослідження — суб'єктивну. Самі по собі об'єктивні закони не складають методу. Їм є вироблені на основі цих законів прийоми і способи дослідження дійсності та отримання нових знань.
Єдність світу передбачає існування загальних прийомів і способів пізнання, загальних методів. Таким загальним методом і є діалектика. Якщо діалектику як науку, як загальну теорію розвитку ми використовуємо для пояснення якихось явищ, то для отримання нових знань ми використовуємо її як метод пізнавальної діяльності.

### Діалектика і метафізика
Під метафізикою в діалектичному матеріалізмі розуміються вчення, які розглядають світ несуперечливим, незмінним своїй основі, а предмети і явища в ньому — без зв'язку між собою. Рух і розвиток метафізики зводять найчастіше до чисто кількісних змін.
З цієї точки зору метафізика як метод є антидіалектикою. Їхня протилежність простежується за трьома основними напрямками. По-перше, для діалектики світ — єдине взаємопов'язане ціле, для метафізики, навпаки, — речі ізольовані, відірвані одна від одної, існують поза зв'язками та відносинами між собою. По-друге, з діалектичної точки зору світ перебуває в постійному русі та розвитку, метафізика або заперечує розвиток, або спрощує його, зводячи, зокрема, до кругообігу. По-третє, діалектика бачить джерело руху і розвитку в самому предметі, у його внутрішніх суперечностях, метафізика — у зовнішніх факторах, що існують поза предметами і речами, вважаючи їх внутрішньо несуперечливими, що зрештою часто приходить до ідеї першопоштовхів.
Метафізичний метод мислення мав своє історичне виправдання, оскільки був пов'язаний з певною, початковою стадією розвитку природознавства, коли воно більше спиралося на аналіз, тобто розкладання предметів на складові частини. Аналіз вимагав розглядати речі як закінчені, дані поза зв'язком з іншими.
Це відповідало епосі, коли природознавство займалося, головним чином, накопиченням фактичних даних, їхнім емпіричним описом і класифікацією. Але розкладання речей на окремі частини, класи правомірно тільки в обмежених межах, коли необхідно виокремити окремий предмет із загального зв'язку явищ, розділити ціле на частини. Це необхідний і виправданий метод дослідження, але за ним повинен слідувати другий — виявлення зв'язків і відносин, загальних закономірностей і протиріч, від чого метафізика вже відмовляється, неправомірно зупиняючись на півдорозі. Діалектика ж вимагає досліджувати явище, не виключаючи його із загальної зв'язку, не ігноруючи його взаємодій і взаємозумовленості.
Метафізика нерідко виявляється у вигляді перебільшення моменту стійкості, спокою, що призводить до виправдання застою, до догматизму. Головною ознакою догматизму при вирішенні теоретичних і політичних проблем є відмова від визнання конкретності істини, тобто залежності від умов, часу і місця. Положення, колись істинні для свого часу і обставин, догматик перетворює на незмінні догми, нібито придатні на всі часи і для всіх народів. У результаті догматизм веде до застою в науковій думці й суспільній діяльності.
З іншого боку, абсолютизація мінливості, руху, заперечення всякого, в тому числі і відносного спокою ведуть до релятивізму. Яскравим прикладом релятивізму може служити вислів давньогрецького філософа Кратила, який говорив, що не можна не тільки двічі, але й один раз ступити в одну і ту ж річку. Цей філософ перебільшував мінливість речей, за якою губилися їхня відносна стійкість, постійність, рівновага.

## У сучасній філософії (20-21 століття)
Діалектика стала центральною в континентальній філософії, але в англо-американській філософській традиції вона не грає жодної ролі. Тобто, в континентальній Європі діалектика стала частиною інтелектуальної культури, того, що можна назвати легітимною складовою мислення та філософії, тоді як в Америці й Британії інтелектуальна культура здебільшого зосереджена на позитивному знанні. Визначним прикладом європейської традиції є Критика діалектичного розуму Жана-Поля Сартра, що дуже відрізняється від праць Карла Поппера, чия філософія була свого часу дуже впливовою в Британії, де він мешкав. Сартр стверджує:
«Екзистенціалізм, як і марксизм, звертається до досвіду, щоб знайти в ньому конкретний синтез. Це синтез мислимий лише в рухомій, діалетичній цілісності, яка є не чим іншим, як історією або — зі строго культурної точки зору, прийнятої тут— філософією-становленням-світом».
Карл Поппер нещадно нападав на діалектику. 1937 року він написав і опублікував статтю під назвою «Що таке діалектика?», у якій він розкритикував діалектичний метод за «примирення з суперечностями». Попер завершив своє есе словами: «Увесь розвиток діалектики повинен бути застереженням щодо небезпеки, невід'ємної від філософського системобудування. Він повинен нагадувати, що філософію не слід робити основою будь-яких наукових систем, і що філософам треба бути скромнішими у своїх твердженнях. Одне завдання яке вони можуть з користю виконати — критично вивчати методологію науки».
Філософ науки та фізик Маріо Бунхе неодноразово критикував гегелеву та марксистську діалектику, називаючи їх «розмитими й далекими від науки», «катастрофічною спадщиною», і роблячи висновок, що: «Ці так звані закони діалектики, як їх сформулювали Енгельс (1940, 1954) і Ленін (1947, 1981) хибні, якщо в них розібратися.»
Деякі європейські та американські логіки робили спроби закласти формальні математичні підвалини під діалектичну логіку та під теорію аргументування:201–372. Такі автори як Стівен Тулмін (The Uses of Argument):203–256, Ніколас Решер (Dialectics):330–336 та ван Емерен і Гротендорст (прагма діалектика):517–614 написали неформальні та частково формальні роботи з теорії аргументу та діалектики. Можна згадати також роботи з неформальної логіки.